# Torneo Regional del Litoral
El Torneo Regional del Litoral es una competencia anual de rugby de Argentina que involucra a los mejores clubes de la Unión de Rugby de Rosario, de la Unión Santafesina de Rugby y de la Unión Entrerriana de Rugby. En 2024, el torneo estará compuesto por 3 niveles. La Primera División tendrá 9 equipos, la Segunda División también contará con 9 participantes y en el Tercer Nivel competirán 7 clubes.
El formato del torneo se constituye en una fase regular bajo el modo de disputa de "todos contra todos" a 2 ruedas. Terminada esa fase regular, los 4 primeros jugarán semifinales y final para definir al campeón. Actualmente, el TRL conserva plazas para el Torneo del Interior "A", al que clasifican estos 4 equipos, sumado al 5to mejor posicionado en la tabla final del torneo.
Por otro lado, el 6to y el 7mo tienen una clasificación directa al Torneo del Interior "B". El 8vo y el 9no de la fase regular, disputan semifinal y final con los dos mejores posicionados de la fase regular de la Segunda División. El ganador de dicha clasificación, es reubicado como en el 8vo puesto, y clasifica directamente al Torneo del Interior "B". Los 3 equipos restantes pasan a la Reclasificacion A, junto al 3er y 4to mejor ubicado de la fase regular de la Segunda División. 
En cuanto a la Reclasificación A, se disputa partido ida y vuelta, todos contra todos. El ganador, jugara en Primera División el 2025.
La Reclasificacion B la disputan del 5to al 9no puesto de la Segunda División, junto a los mejores tres clasificados de la fase regular de Tercera División. 
El sistema de disputa es todos contra todos a una rueda. Los mejores 4 clasificados en la Reclasifciacion B, jugaran en Segunda División en 2025. El resto de los equipos jugara en Tercera División en 2025.
Equipos Top 9: Jockey Club (R), Gimnasia y Esgrima (R), Santa Fe Rugby Club, CRAI, CAE, Parana Rowing Club, Duendes,Old Resian, Jockey Club de Venado Tuerto
Para definir el campeón se disputa mediante el sistema de semifinales y finales. Los clasificados a esta instancia clasifican directamente al Interior A, del quinto al séptimo al Torneo del Interior B.

## Campeones
| Temporada | Campeón/es                         |
| --------- | ---------------------------------- |
| 2000      | Duendes                            |
| 2001      | Jockey Club (R)                    |
| 2002      | Duendes                            |
| 2003      | Gimnasia y Esgrima (R)             |
| 2004      | Gimnasia y Esgrima (R)             |
| 2005      | Universitario (R)                  |
| 2006      | Duendes                            |
| 2007      | Duendes                            |
| 2008      | Santa Fe Rugby Club                |
| 2009      | Universitario (R)                  |
| 2010      | Duendes                            |
| 2011      | Duendes                            |
| 2012      | Duendes                            |
| 2013      | Duendes                            |
| 2014      | Duendes                            |
| 2015      | Duendes                            |
| 2016      | Duendes                            |
| 2017      | Jockey Club (R)                    |
| 2018      | Duendes                            |
| 2019      | Old Resian                         |
| 2021      | Duendes                            |
| 2022      | Gimnasia y Esgrima (R)             |
| 2023      | Club Atlético Estudiantes (Paraná) |
| 2024      | Jockey Club (R)                    |

## Palmarés
| Equipo                             | Títulos | Temporadas ganadas                                                            |
| ---------------------------------- | ------- | ----------------------------------------------------------------------------- |
| Duendes                            | 13      | 2000, 2002, 2006, 2007, 2010, 2011, 2012, 2013, 2014, 2015, 2016, 2018, 2021. |
| Jockey Club (R)                    | 3       | 2001, 2017, 2024.                                                             |
| Gimnasia y Esgrima (R)             | 3       | 2003, 2004, 2022.                                                             |
| Universitario (R)                  | 2       | 2005, 2009.                                                                   |
| Santa Fe Rugby                     | 1       | 2008.                                                                         |
| Old Resian                         | 1       | 2019.                                                                         |
| Club Atlético Estudiantes (Paraná) | 1       | 2023.                                                                         |